# Sophia filipes
Sophia filipes är en tvåvingeart som beskrevs av Robineau-desvoidy 1830. Sophia filipes ingår i släktet Sophia och familjen parasitflugor. Inga underarter finns listade i Catalogue of Life.